# Juan Mas y Pi
Juan Mas y Pi (1878-1916) fue un periodista, crítico y escritor español, emigrado a Sudamérica.

## Biografía
Nacido en la provincia de Barcelona en 1878, emigró muy joven a América del Sur. Fue redactor de La Reforma (La Plata), El Diario Español (Buenos Aires), Renacimiento (que dirigió), La Razón (Montevideo) y Nosotros (Buenos Aires).
Cronista y crítico, fue autor de títulos como Canciones de la vida (poemas, 1905), Cuentos extraños (1907), Almafuerte (1907), Ideaciones (crítica literaria, 1908), Alberto Ghiraldo (crítica literaria, 1909, 1916), Las Tragedias de la vida vulgar (cuentos, 1910), Letras españolas (crítica literaria, 1911, 1916), La Educación del peligro (crítica social, 1911) y Leopoldo Lugones y su obra (1911).
Falleció en 1916, el día 5 de marzo, en alta mar, víctima del naufragio del transatlántico Príncipe de Asturias frente a las costas brasileñas.